# Rocco (editora)
A Editora Rocco é uma editora brasileira sediada na cidade do Rio de Janeiro, fundada em 1975 por Paulo Roberto Rocco.
É mais conhecida por publicar os livros da série de Harry Potter, Jogos Vorazes, Divergente e Eragon.

## História
Quando a Editora Sabiá, dos escritores Fernando Sabino e Rubem Braga, foi vendida para a Livraria José Olympio Editora, o apresentador e escritor Chico Anysio aconselhou Paulo Roberto Rocco, seu editor na época, a criar a sua própria editora. Nascia assim a Editora Rocco em junho de 1975, com Teje Preso de Chico Anysio sendo o primeiro livro a ser editado; o segundo foi Casos de Amor, de Marisa Raja Gabaglia.
Em 1988 a editora lançou O Alquimista, de Paulo Coelho, que viria a ser um best-seller.
Com o lançamento em 2003 de Tudo por um Popstar começou um relacionamento com a autora Thalita Rebouças, que já lançou mais de 20 livros pela Rocco, vários adaptados para teatro, quadrinhos e cinema.
Em 1998 um agente inglês surgiu com a oferta de uma série de livros de uma desconhecida autora inglesa. Comprando os direitos do primeiro livro, mas também do segundo título da série, que ainda estava em fase de produção, a Rocco tinha em mãos Harry Potter e a Pedra Filosofal de J. K. Rowling, que até maio de 2015, já haviam sido vendidas 450 milhões de cópias em todo o mundo, tornando a série a best-seller da história, sendo traduzida para 73 idiomas.